# Walther von Knebel
Johann Heinrich Carl Matthaeus Ralph Walther von Knebel (* 13. April 1880 in Jauer, Provinz Schlesien; † 10. Juli 1907 an der Askja) war ein deutscher Geologe, Vulkanologe und Speläologe. Er leistete bedeutende Beiträge zum Verständnis der geologischen Entstehung der Kanarischen Insel Gran Canaria sowie zur Geneseinterpretation von Karsthöhlen. Im Sommer 1907 verschwand er spurlos auf Island.
Nach Walther von Knebel wurde die manganreiche Fayalit-Varietät Knebelit benannt.

## Leben

### Herkunft, Ausbildung und Privatleben
Er kam als Sohn des Majors Heinrich von Knebel (später Oberst z. D.) und dessen Ehefrau Hedwig von Knebel, geborene Freiin von Seckendorff-Gutend, zur Welt und entstammte dem ursprünglich mittelfränkischen Adelsgeschlecht derer von Knebel. Seine Schulausbildung absolvierte er nacheinander am Königlichen Gymnasium in Wiesbaden, an der Königlich-Preußischen Kadettenanstalt Karlsruhe, an der Preußischen Hauptkadettenanstalt in Groß-Lichterfelde sowie am Königlichen Realgymnasium zu Wiesbaden. Dort legte er Ostern 1898 die Reifeprüfung ab. Anschließend immatrikulierte er sich an der Ludwig-Maximilians-Universität München, von der er zu Ostern 1900 an die Friedrich-Wilhelm-Universität wechselte. Zu seinen Dozenten zählten unter anderen Erich von Drygalski, Adolf von Baeyer, Ferdinand von Richthofen und Jacobus Henricus van ’t Hoff. Am 12. April 1902 wurde von Knebel an der philosophischen Fakultät der Universität mit der Dissertation Beiträge zur Kenntnis von Überschiebungen am vulkanischen Ries von Nördlingen promoviert.
Walther von Knebel war mit der sieben Jahre älteren Abenteurerin und Autorin Ina von Grumbkow verlobt.

### Wissenschaftliche Laufbahn
Im Juni 1901 erhielt von Knebel eine Assistentenstelle im geologisch-paläontologischen Institut der Friedrich-Wilhelms-Universität zu Berlin. Später wirkte er als Privatdozent. 1905 unternahm er mit eigenen Geldern eine Forschungsreise nach Island. 1906 und 1907 unternahm er drei Exkursionen nach Gran Canaria.
Er habilitierte sich im Februar 1907 für Geologie und Paläontologie.
Während seiner kurzen Laufbahn war Knebel einer der Hauptakteure in einer wissenschaftlichen Grundsatzdiskussion: In der – damals erst entstehenden – Karstologie war zur Jahrhundertwende eine Debatte um die korrekte genetische Interpretation der in den Nördlichen Kalkalpen entdeckten Karst-Höhlen entbrannt. Alfred Grund und Albrecht Penck führten dabei das Lager derer, die die Theorie eines Karstgrundwassers favorisierten. Von Knebel hingegen sah gemeinsam mit Friedrich Katzer vielmehr sogenannte Karstflüsse – also den Abfluss von Niederschlagswasser über bei Kohlensäureverwitterung entstandene unterirdische Kanäle – als Ursache der Höhlenbildung. Letztlich bestätigte sich letztere Theorie.
Von Knebel führte in einer 1906 erschienenen Monographie den Begriff Pseudokarst ein.

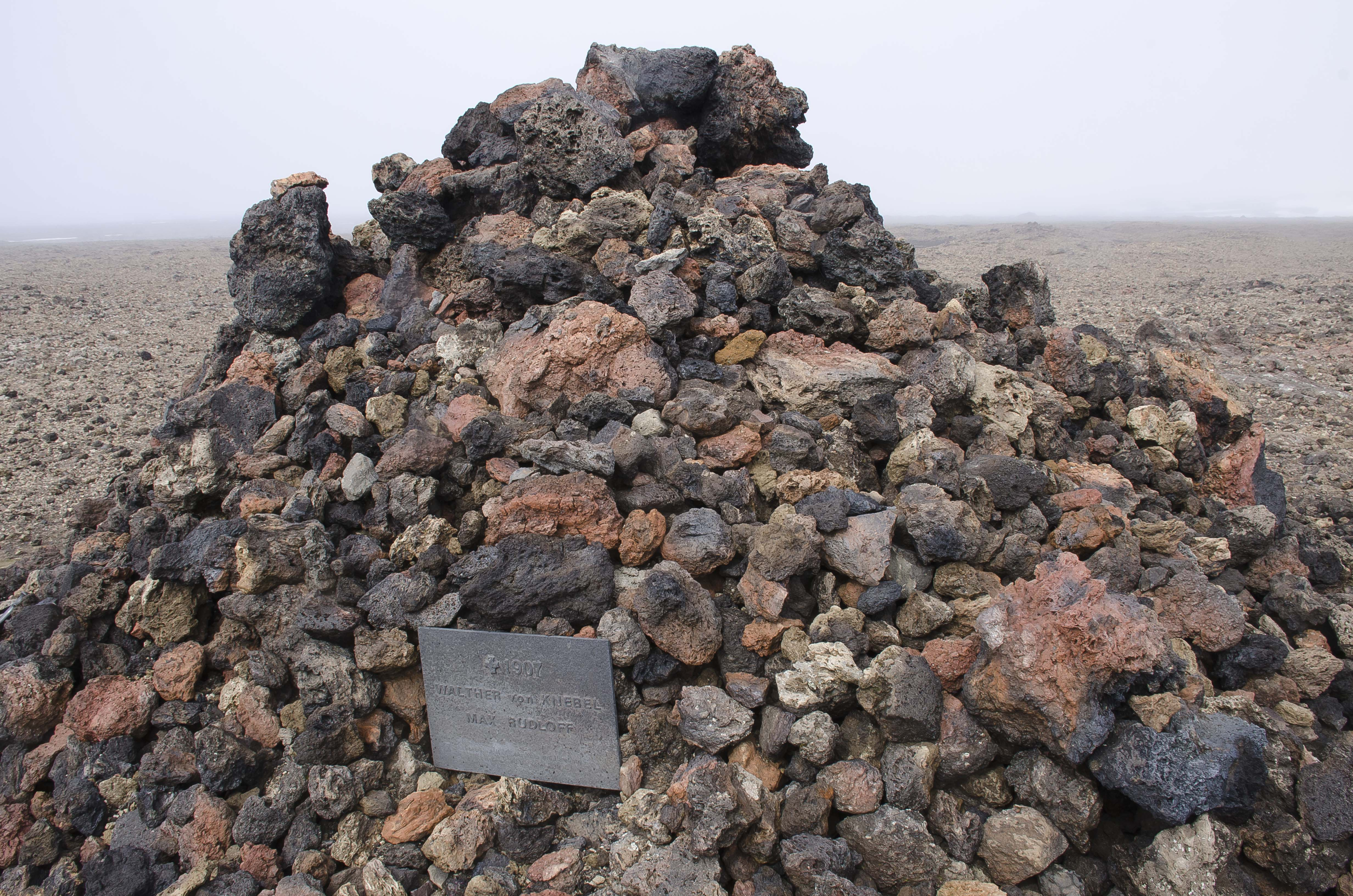
Steinpyramide am Öskjuvatn

Mit finanzieller Unterstützung durch den „Humboldt-Fonds für Naturforschung und Reisen“ der Königlich-Preußischen Akademie der Wissenschaften brach er im Sommer 1907 gemeinsam mit seinem Studenten Hans Spethmann und dem Maler Max Rudloff zu einer weiteren Island-Reise auf. V. Knebel und Rudloff verschwanden am 10. Juli während einer Bootsfahrt auf dem Öskjuvatn, dem Kratersee der Askja. Möglicherweise starben sie in der Nähe des Ufers durch eine Steinschlaglawine.
Von Knebels Verlobte Ina von Grumbkow und Hans Reck reisten im Sommer 1908 zu dem Kratersee. Sie versuchten erfolglos, die Leichen der beiden Männer zu finden und zu bergen.
Am Westufer des Öskjuvatn errichteten sie eine etwa vier Meter hohe Steinpyramide und meißelten „† 1907, Walther von Knebel, Max Rudloff“ in das Lavagestein. Später wurde eine Metalltafel an der Pyramide installiert.
Reck veröffentlichte 1912 das Buch Island ("Nach einem begonnenen Manuskript, Notizen und Bildern des Verstorbenen bearbeitet, fortgeführt und herausgegeben von Dr. Hans Reck").
Reck stellte dem Buch einen Nachruf voran. Darin schrieb er unter anderem:

„Walther von Knebel ist nicht wiedergekehrt. Der Askja-Vulkan hat ihn behalten, ihn und den einen seiner Genossen, Max Rudloff, der mit seiner Künstlerhand das alles festhalten sollte, was jener erschaute.[…]

Jäh hereingebrochen ist ein Rätselhaftes, über das der Schleier sich wohl niemals gänzlich lüften wird. In der Askja ist’s geschehen, dem gewaltigen vulkanischen Gebilde, das im Herzen Islands einsam und schweigend aus der menschenleeren Lavawüste sich erhebt, hoch aufgetürmt bis zu über 1400 m Meereshöhe.[…]

Dort in einem Riesenkrater liegt ein zweiter eingesenkt, den ein tiefer See erfüllt; den wollte er erforschen. Frisch und fröhlich haben sie am 10. Juli 1907 mittags das Zelt verlassen, sind an den See gegangen, haben dann das leichte, aus Berlin mitgenommene Faltboot bestiegen, und — — — „der Rest ist Schweigen“.[…]

Steinlawinen, die von den Gehängen des Sees unablässig zur Tiefe fahren, werden das Boot und seine Insassen begraben haben und nun am Grunde festhalten.[…]

Mein lieber Schüler ist er gewesen, der mir nahe stand als Mensch wie in gemeinsamer Begeisterung für die Erforschung des Vulkanismus[…]“

## Publikationen
Eigene Werke
- von Knebel, W.: Beiträge zur Kenntnis von Überschiebungen am vulkanischen Ries von Nördlingen. Dissertation, J. F. Starcke, Berlin, 1902.
- von Knebel, W.: Vergleichende Studien über die vulkanischen Phänomene im Gebiete des Tafeljura. In: Sitzungsberichte der physicalisch-medicinischen Societät zu Erlangen, Jahrgang 35, 1903, Seiten 189–210.
- von Knebel, W.: Basaltmaare im Taunus. In: Sitzungsberichte der physicalisch-medicinischen Societät zu Erlangen, Jahrgang 35, 1903.
- von Knebel, W.: Der Nachweis verschiedener Eiszeiten in den Hochflächen des inneren Islands. In: Centralblatt für Mineralogie, Geologie und Paläontologie, Stuttgart, 1905, № 17 & 18, Seiten 546–553.
- von Knebel, W.: Studien in Island im Sommer 1905. In: Globus, Band 88, № 20, 22 & 24, 1905, Braunschweig Seiten 309–314, 341–346 und 373–380.
- von Knebel, W.: Vorläufige Mitteilung über die Lagerungsverhältnisse glazialer Bildungen auf Island und deren Bedeutung zur Kenntnis der diluvialen Vergletscherungen. In: Centralblatt für Mineralogie, Geologie und Paläontologie, Stuttgart, 1905, Seiten 535–546.
- von Knebel, W.: Höhlenkunde mit Berücksichtigung der Karstphänomene. Verlagsbuchhandlung Friedrich Vieweg und Sohn, Braunschweig, 1906.
- von Knebel, W.: Studien in den Thermengebieten Islands. In: Naturwissenschaftliche Rundschau, Jahrgang 21, Braunschweig, 1906.
- von Knebel, W.: Über die Lava-Vulkane auf Island. In: Zeitschrift der Deutschen Geologischen Gesellschaft, Band 58, 1906, Seiten 59–76.
- von Knebel, W.: Der Vulkanismus. In der Reihe: Die Natur – Eine Sammlung naturwissenschaftlicher Monographien, Band 3, Verlag von A. W. Zickfeldt, Osterwieck, 1906.
- von Knebel, W.: Zur Frage der diluvialen Vergletscherungen auf der Insel Island. – Entgegnung an Helgi Pjetursson. In: Centralblatt für Mineralogie, Geologie und Paläontologie, Stuttgart, 1906, № 8, Seiten 232–237.
- von Knebel, W.: Studien zur Oberflächengestaltung der Inseln Palma und Ferro. In: Globus, Band 90, № 20 & 21, 1906, Braunschweig, Seiten 312–316 und 329–332.
- von Knebel, W.: Ein Überblick über unsere gegenwärtige Kenntnis vom Innern der Erde. In: Aus der Natur – Zeitschrift für alle Naturfreunde, Verlag von Erwin Nägele, Leipzig, Jahrgang 1906/1907, Seiten 530 ff.
- von Knebel, W.: Theorien des Vulkanismus. Ein Rundblick auf ältere und neuere Lehren. In: Globus, Band 91, № 18 & 19, 1907, Braunschweig, Seiten 277–280 und 303–305.
- von Knebel, W.: Lavaspalten und Kraterrillen auf Island. In: Gaea – Natur und Leben, Band 43, № 9, Leipzig, 1907, Seiten 547–561.
- von Knebel, W.: Der vulkanische Aufbau der Insel Gran Canaria. In: Globus, Band 92, № 21 & 22, 1907, Braunschweig, Seiten 325–331 und 343–348.
- von Knebel, W.; Reck, H.: Island. Eine naturwissenschaftliche Studie. E. Schweizerbart’sche Verlagsbuchhandlung, Stuttgart, 1912.

Beteiligung
- Spethmann, H.: Überblick über die Ergebnisse der v. Knebelschen Islandexpedition im Jahre 1907. Verlagsbuchdruckerei Otto Sautter, Stuttgart, 1909.